# Ford Durashift
Durashift ist der Markenname einer Reihe von Automatik- und neuerdings auch Handschaltgetrieben von Ford.

## Durashift EST
Durashift EST (Electronic Shift Transmission) verfügt über eine elektronische Steuerung mit manueller Gangwahl. Es ist ein automatisiertes Schaltgetriebe mit elektrischem Schalt- und Kupplungsaktuator.
Der Ford Transit von 2000 bis 2006 war mit einem 5-Gang-Durashift-EST-Automatikgetriebe ausgestattet. Es hatte verschiedene Modi, wie Economy, Winter und Tow-Haul-Modus. Dies ist auf dem australischen Markt als ASM-System (Auto-Shifting Manual) bekannt.
Sowohl die Fusion- als auch die Ford Fiesta V-Modelle verfügen über einen 5-Gang-Durashift-EST in einem 1,4-Liter-Otto- (Benzinmotor) und 1,4-TDCi-Automatikantrieb (Dieselmotor).

## Durashift CVT
Es gab eine CVT-Version für kleinere Autos wie einige seltene Versionen des Ford Focus.

## Durashift-Handbuch
Der Name Durashift wurde auf die aktuelle Ford-Transit-Reihe nur mit manuellem Antrieb angewendet, was darauf hindeutet, dass der Markenname eine breitere Bedeutung hat.

## Ausfall
Wenn ein Durashift-Getriebe ausfällt, geht das Getriebe oft nicht in den Leerlauf zurück und das Auto startet nicht, was zusätzliche Probleme für Autobesitzer und Mechaniker verursacht. Reparaturen von Durashift-Getrieben kosten in der Regel viel Zeit und damit Geld. Für die Reparatur eines Durashift-Getriebes sind Fachkenntnisse sowohl über Computer als auch über mechanische Teile erforderlich, weshalb die Reparatur oft als kompliziert empfunden wird.